# Vodní mlýn ve Vlastislavi
Vodní mlýn ve Vlastislavi v okrese Litoměřice je vodní mlýn, který stojí v jihovýchodní části obce na potoce Modla. Je chráněn jako nemovitá kulturní památka České republiky.

## Historie
Mlýn pochází z roku 1752, hospodářská budova byla postavena koncem 19. století.

## Popis
Mlýn je ve svém jádře barokní, do této doby se datuje bohatě zdobená obytná budova a část ohradní zdi.

Směrem do ulice je fasáda mlýna zdobená plastickou omítkovou výzdobou a nese patrně iniciály majitele nebo mlynáře. Jsou zde také malované obrazy světců.

Voda na vodní kolo vedla náhonem; zbytek lednice se dochoval za dřevěným bedněním. V roce 1930 měl mlýn jedno kolo na vrchní vodu (zaniklo; spád 6,6 m, výkon 3,3 HP).